# 西方寺 (京都市北区)
西方寺（さいほうじ）は、京都府京都市北区西賀茂にある浄土宗の寺院。山号は来迎山。本尊は阿弥陀如来。開基（創立者）は円仁。六斎念仏の寺として知られている。

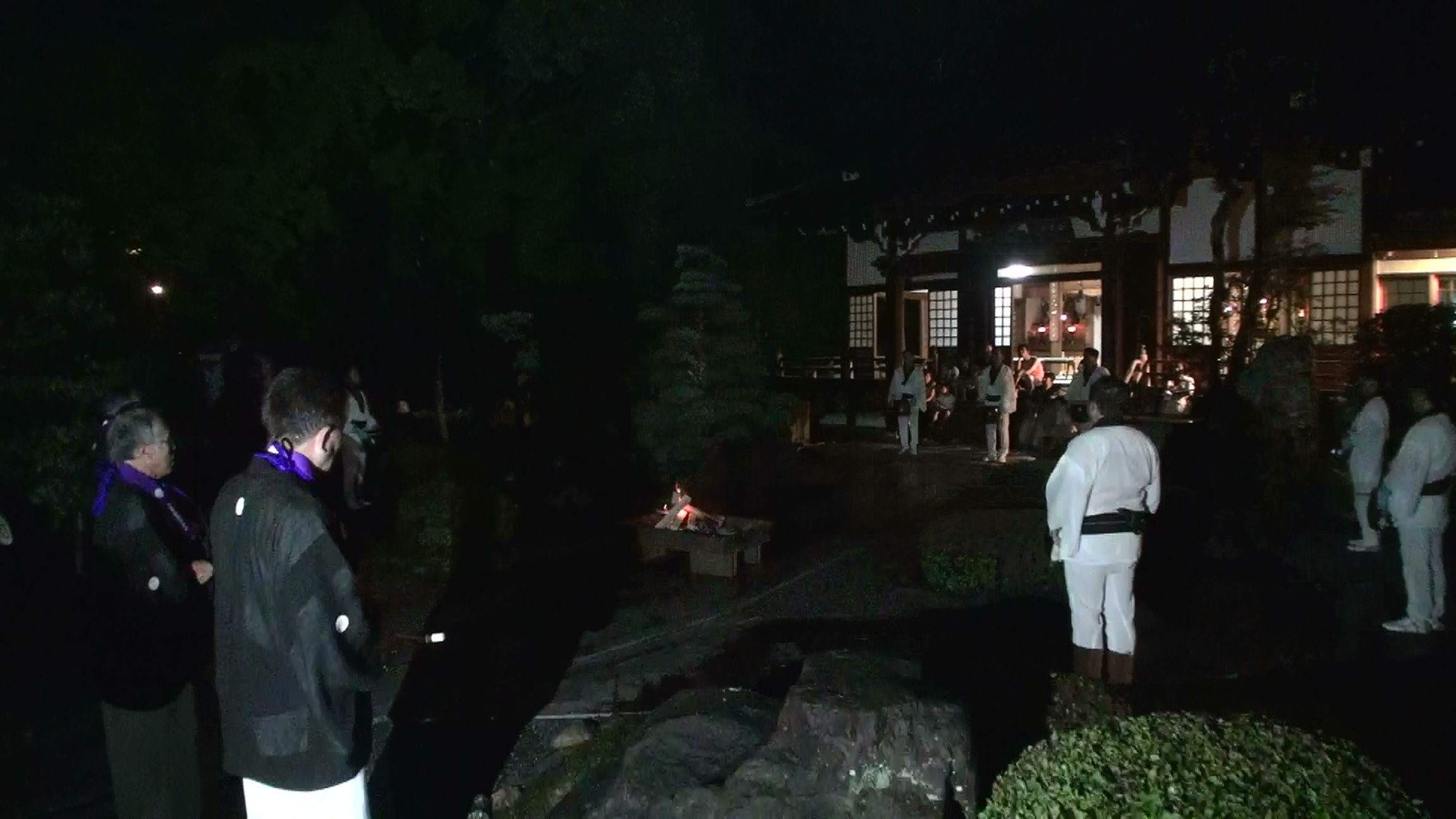
西方寺六斎念仏（2014年8月16日撮影）

## 歴史
承和年間（834年～848年）に円仁（慈覚大師）による創建と伝えられる。五山送り火のうち「船形万燈籠」を灯す。